# 23-as villamos (Prága)
A prágai 23-as jelzésű villamos a Královka és a Zvonařka között közlekedik.

## Története
A 23-as villamost 2017. március 25-én délben indították a 22-es villamos vonalának egy részén, normál díjszabású nosztalgiajáratként. A vonalon csak Tatra T3-as villamosok közlekednek, melyek utasterébe a típus és a prágai villamosközlekedés történetéről helyeztek ki ismertetőket.
A 23-as villamosok a Zvonařka végállomáson a prágai villamosok között egyedülálló módon tolatással fordulnak.

## Útvonala
| Zvonařka felé | Královka felé |
| --- | --- |
| Královka – Bělohorská – Dlabačov – Keplerova – Jelení – Mariánské hradby – Chotkova – Pod Bruskou – Klárov – Letenská – Malostranské náměstí – Karmelitská – Újezd – Vitéžná – Most Legií – Národní – Spálená – Kárlovo náměstí – Ječná – Jugoslávská – Bělehradská – Šafařikova – Záhřebská – Zvonařka | Zvonařka – Šafařikova – Bělehradská – Jugoslávská – Ječná – Kárlovo náměstí – Spálená – Národní – Most Legií – Vitéžná – Újezd – Karmelitská – Malostranské náměstí – Letenská – Klárov – Pod Bruskou – Chotkova – Mariánské hradby – Jelení – Keplerova – Dlabačov – Myslbekova – Bělohorská – Královka |

## Megállóhelyei
| 0  | Královka végállomás  | 33 |                                       |
| 1  | Malovanka            | 31 | 22, 25                                |
| 3  | Pohořelec            | 28 | 22                                    |
| 5  | Brusnice             | 27 | 22                                    |
| 6  | Pražský hrad         | 25 | 22                                    |
| 7  | Královský letohrádek | 24 | 22                                    |
| 11 | Malostranská         | 20 | A 2, 12, 15, 18, 20, 22               |
| 13 | Malostranské náměstí | 17 | 12, 15, 20, 22                        |
| 14 | Hellichova           | 15 | 12, 15, 20, 22                        |
| 16 | Újezd                | 14 | 9, 12, 15, 20, 22 · Petřín siklóvasút |
| 19 | Národní divadlo      | 12 | 2, 9, 17, 18, 22                      |
| 21 | Národní třída        | 11 | B 2, 9, 18, 22                        |
| ∫  | Novoměstská radnice  | 8  | B 2, 3, 6, 14, 18, 22, 24             |
| 23 | Karlovo náměstí      | 7  | B 2, 3, 4, 6, 10, 14, 16, 18, 22, 24  |
| 25 | Štěpánská            | 6  | 4, 6, 10, 16, 22                      |
| 28 | I. P. Pavlova        | 3  | C 4, 6, 10, 11, 13, 16, 22            |
| 30 | Bruselská            | 0  | 6, 11                                 |
| 32 | Zvonařka végállomás  | 0  |                                       |

## Képgaléria

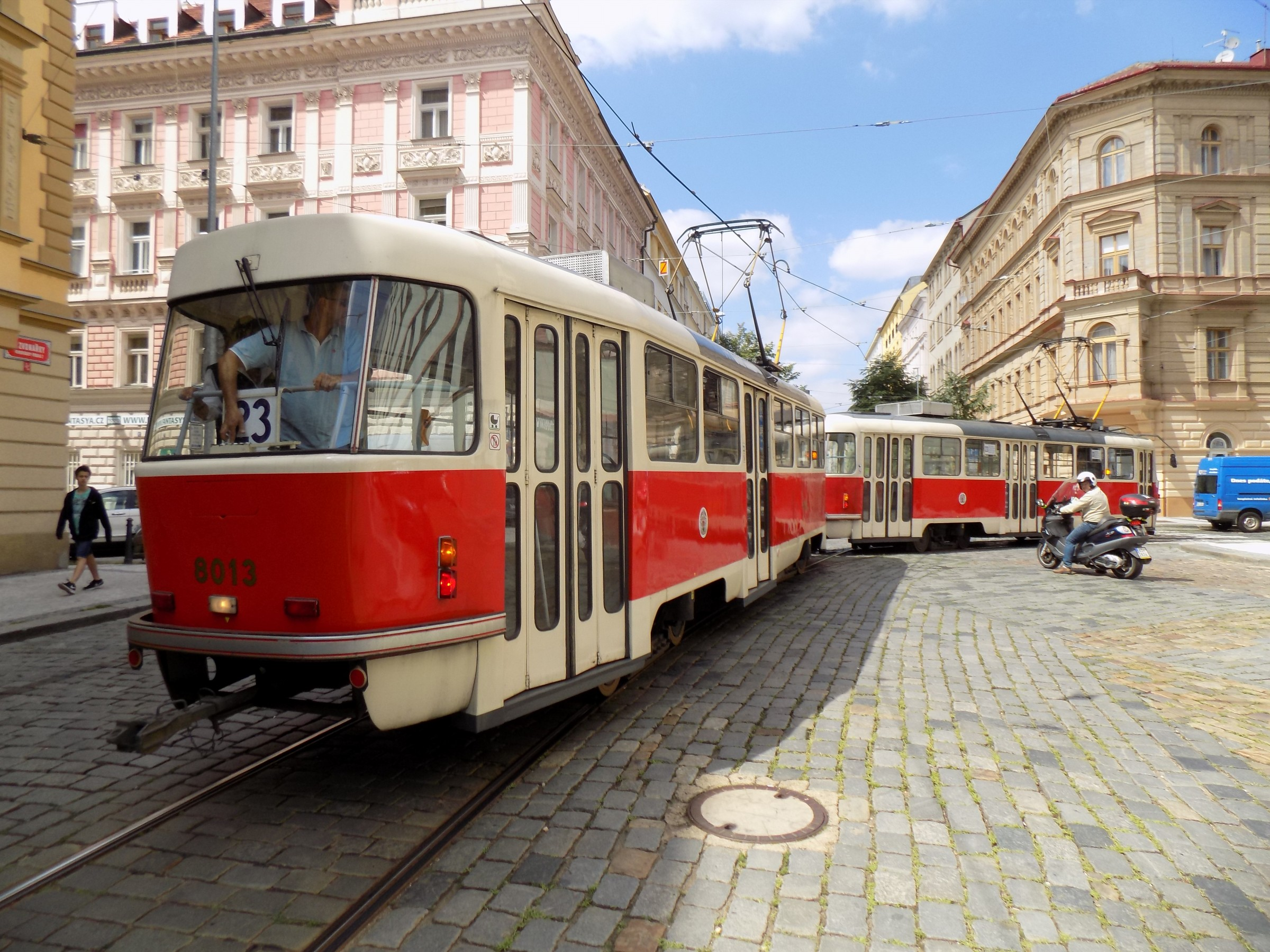
Tolatással forduló villamos
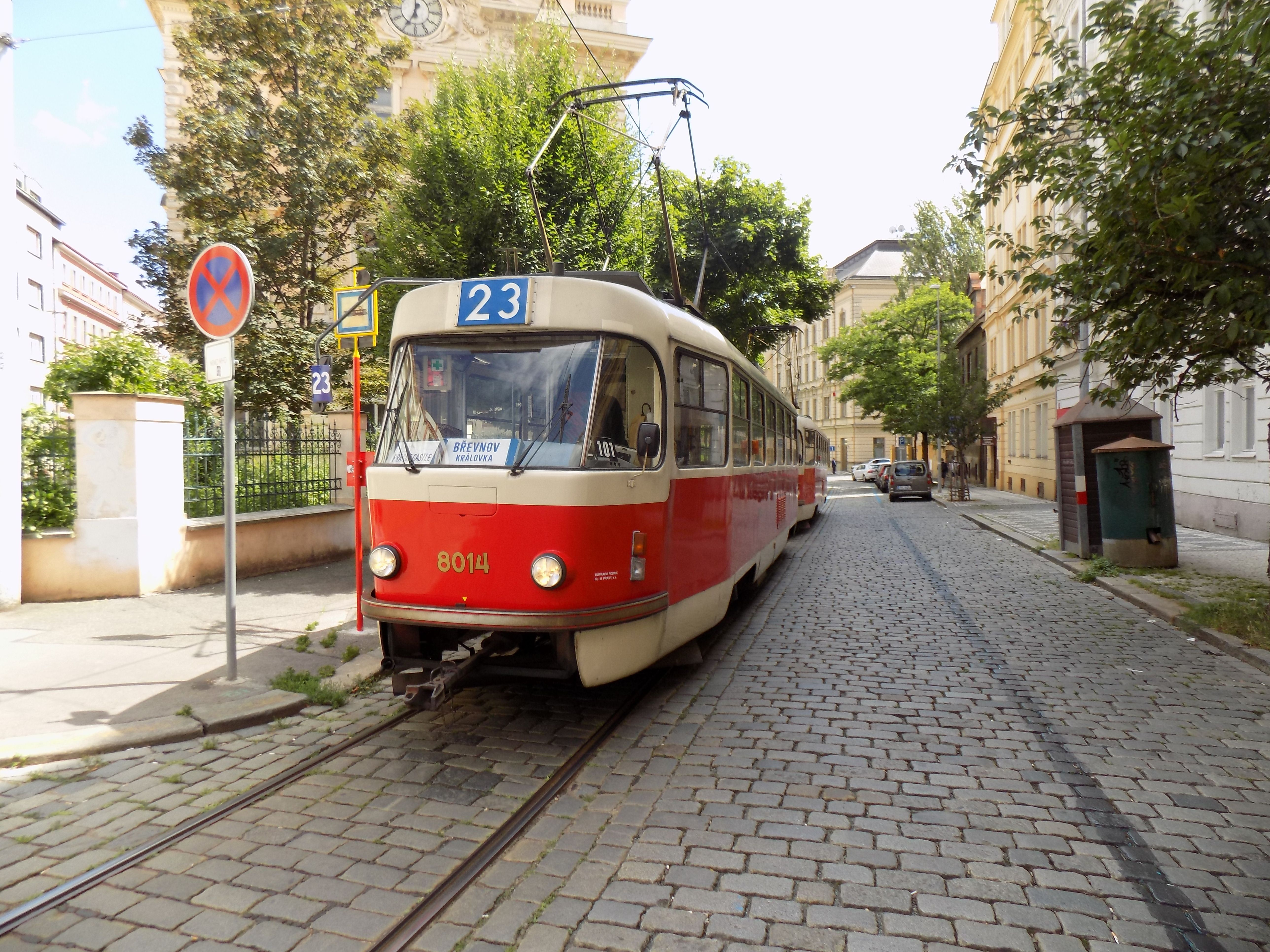
A tolatás utáni érkezés a végállomásra
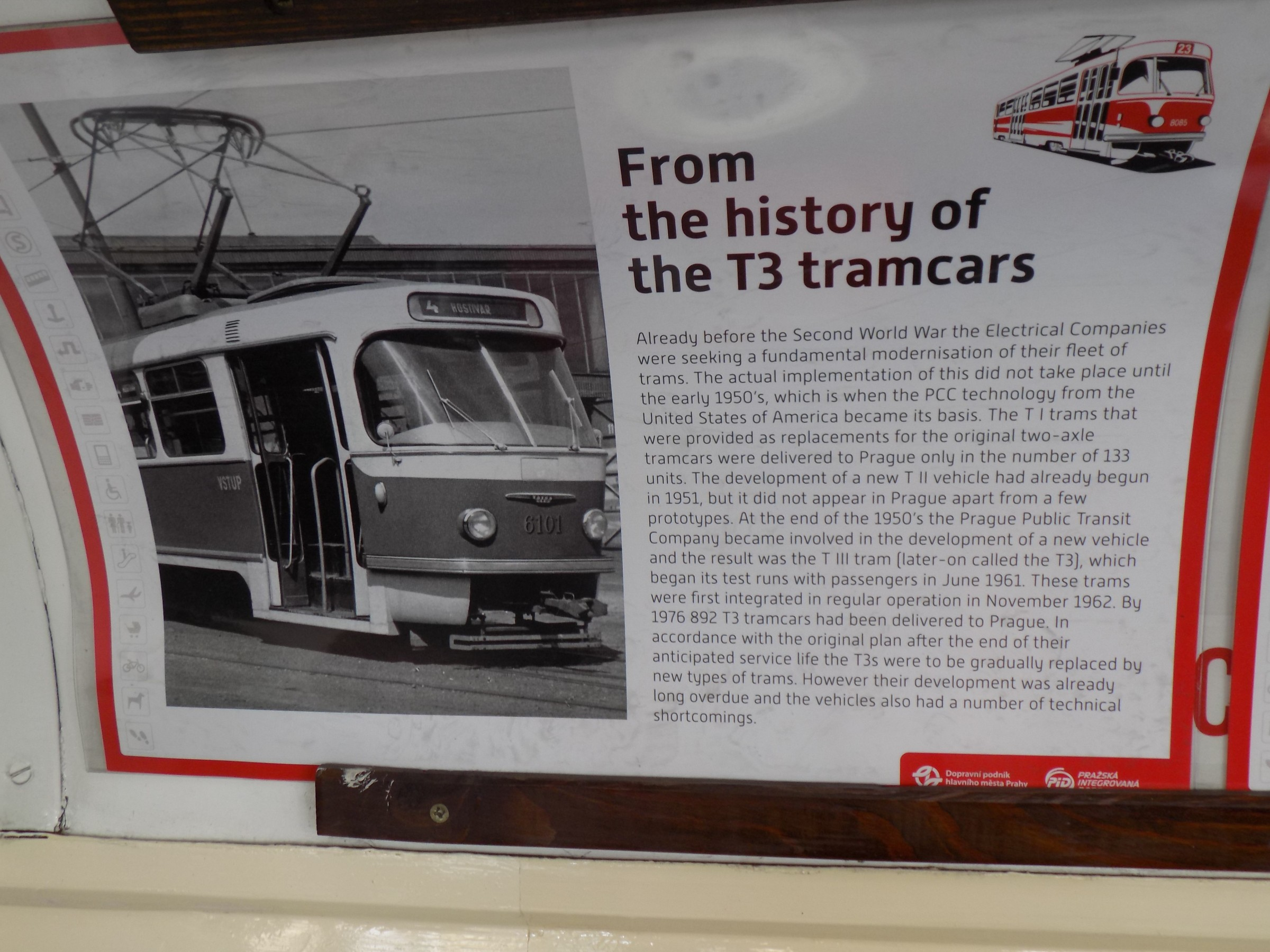
Az egyik villamos belsejében található ismertető